# 앨버타주의 기

앨버타 주의 기

앨버타 주 총독의 기

앨버타 주의 기는 앨버타주의 깃발이다. 파란 바탕에 앨버타 주의 문장이 새겨진 형태의 기이다.